# 九命少女
《九命少女》（英語：The Nine Lives of Chloe King）是由ABC家庭于2011年6月14日开播的一套青春偶像剧。
2011年9月，ABC家庭宣布在第一季後取消本劇。

## 故事梗概
一个少女Chloe King在她16岁生日那天发现她竟然拥有如猫一样的超强能力，并且拥有九条命。也发现一些神秘的杀手正在追杀她。而她表现的超强能力也被同学Alek所发现，而他以及他的表姐Jasmine与Chloe一样都是源自一个古老而神圣的种族Mai，但Jasmine与Alek却只有一条命，Jasmine则说明只有统一者才有九条命，而Chloe无疑就是那个统一者。而他们则是Mai遗下的少数族裔之一，被人类的暗杀组织“The Order”（神社）追杀了数千年。

## 演员
- 史凱樂·山謬斯 饰演 Chloe King，女主角
- Amy Pietz 饰演 Meredith King，女主角的养母
- 格雷·達蒙 饰演 Brian，追杀Chloe的主谋的儿子
- 格雷絲·菲普斯 饰演 Amy，Chloe的好友
- Alyssa Diaz 饰演 Jasmine，Chloe的同族以及保护者，Alek的表姐
- 李起弘 饰演 Paul，Chloe的好友，Amy的男友
- Benjamin Stone（英语：Benjamin Stone (actor)） 饰演 Alex，Jasmine的表弟，也是Chloe的保护者。喜欢Chloe。